# Novarama

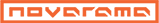

Novarama est un studio indépendant espagnol de développement de jeu vidéo basé à Barcelone en Espagne. Il est surtout connu pour sa série de jeux Invizimals dont le gameplay repose en grande partie sur la réalité augmentée. Leur dernier jeu en date, Reality Fighters sorti sur PlayStation Vita, reprend d'ailleurs ce même concept.

## Jeux
| Titre                       | Date de sortie   | Plateforme           |
| --------------------------- | ---------------- | -------------------- |
| Fallen Lords: Condemnation  | 25 aout 2006     | Windows              |
| Music Monstars              | 21 novembre 2008 | Nintendo DS          |
| Invizimals                  | 13 novembre 2009 | PlayStation Portable |
| Invizimals: Shadow Zone     | 10 novembre 2010 | PlayStation Portable |
| Invizimals: The Lost Tribes | 26 octobre 2011  | PlayStation Portable |
| Reality Fighters            | 22 février 2012  | PlayStation Vita     |
| Killsquad                   | 2019             | Windows              |